# Station Bangor (Noord-Ierland)
Station Bangor is het eindstation van de lijn Belfast - Bangor in de stad Bangor in Noord-Ierland.
Het station werd geopend op 1 mei 1865. Voor goederenvervoer wordt het niet meer gebruikt sinds 24 april 1950. Het huidige stationsgebouw werd in gebruik genomen in 2001. Er zijn 3 perrons.
Northern Ireland Railways verzorgt de verbinding naar Portadown, Newry en Belfast in een halfuursfrequentie (één trein per uur 's avonds en op zondag).